# Ultimo Live
Ultimo Live è il primo tour ufficiale del cantautore italiano Ultimo che lo ha visto esibirsi in due date a Milano e a Roma al fine di promuovere il suo disco Pianeti, uscito il 6 ottobre 2017.

## Descrizione
Il tour è stato annunciato dall'artista il 4 dicembre 2017 ed entrambe le date hanno registrato il sold out in 3 giorni.

### Scaletta
Per entrambe le date (a eccezione della cover di Vita spericolata eseguita durante la seconda sera, tra Wendy e L'unica forza che ho) la scaletta è stata la seguente:
1. Sabbia
2. Ovunque tu sia
3. Pianeti
4. Chiave
5. Il capolavoro
6. La storia di un uomo
7. Il ballo delle incertezze
8. Mille universi
9. Racconterò di te
10. Wendy
11. L'unica forza che ho
12. L'eleganza delle stelle
13. Stasera
14. Giusy
15. Sogni appesi

## Date
| Anno | Giorno     | Città  | Luogo                |
| ---- | ---------- | ------ | -------------------- |
| 2018 | 19 gennaio | Milano | Santeria Social Club |
| 2018 | 20 gennaio | Roma   | Quirinetta           |